# 特里亚农大厦
特里亚农大厦（Trianon）是德国法兰克福西区的一座摩天大楼，高186米，45层，完成于1993年。 它是德卡银行的公司总部。在大楼顶上是一个倒三角形的倒置金字塔。
该大楼于2007年由德卡银行出售给摩根士丹利。

## 图片

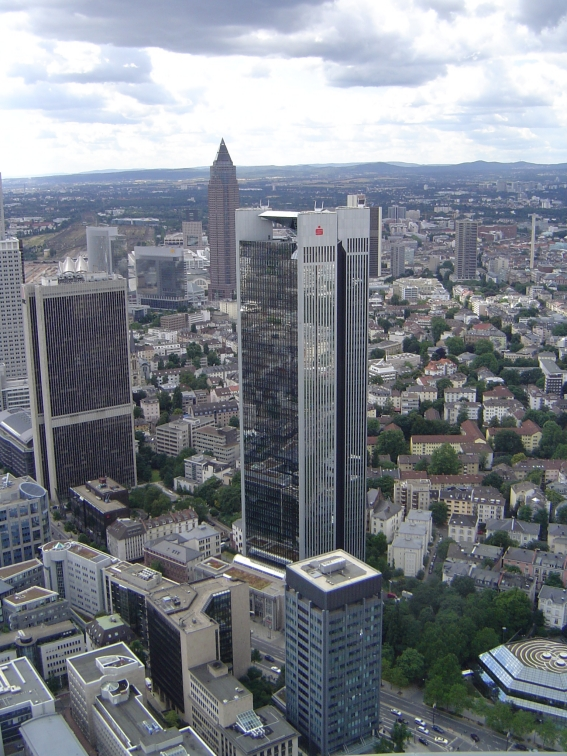
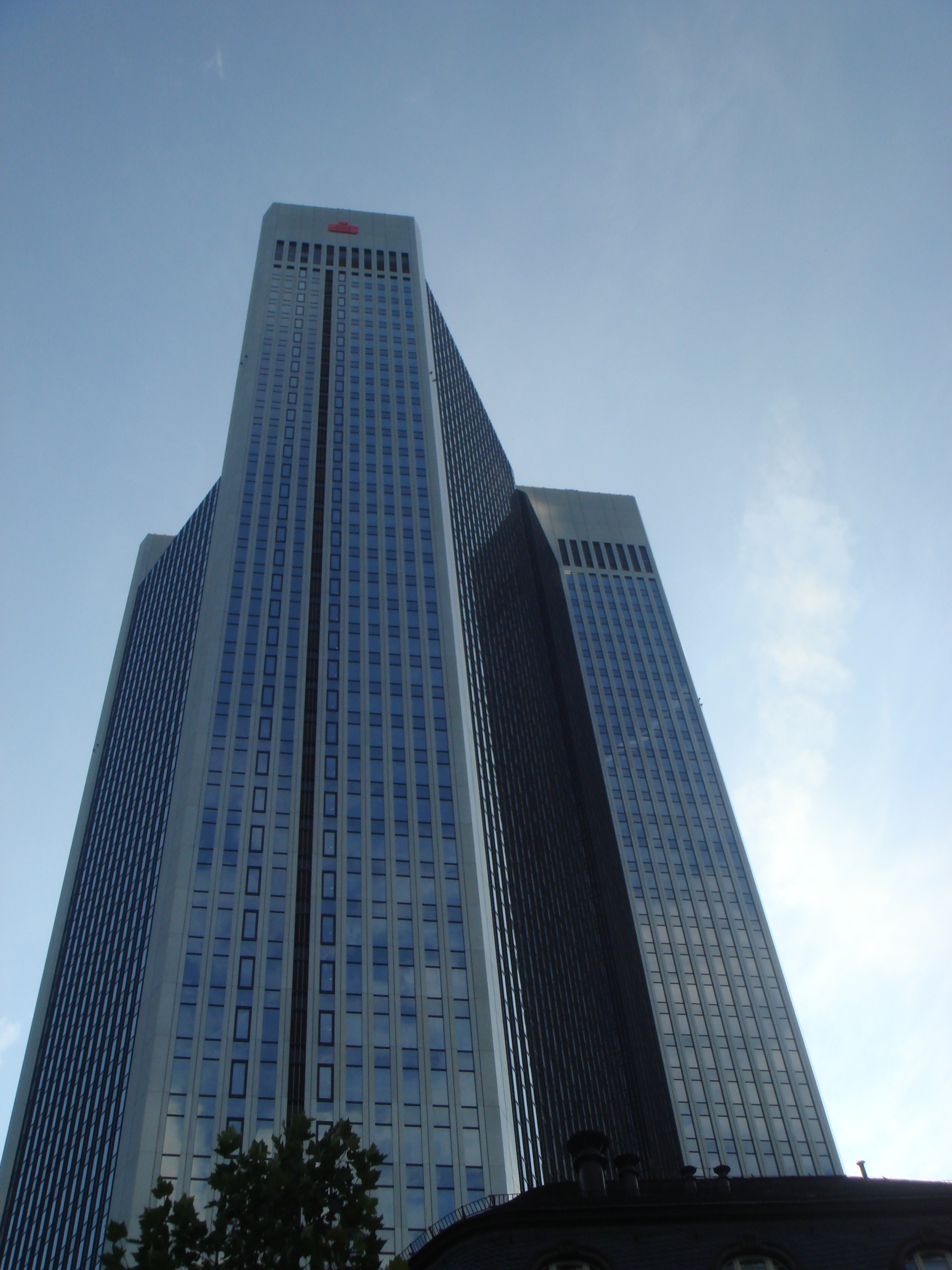